# Сямжа
Сямжа (рос. Сямжа) — село, адміністративний центр Сямженського району Вологодської області і Сямженського сільського поселення.
Розташоване за 116 км на північний схід від Вологди на берегах річки Сямжена.

## Економіка
Підприємства лісової промисловості, маслоробний завод.